# Jiggo267

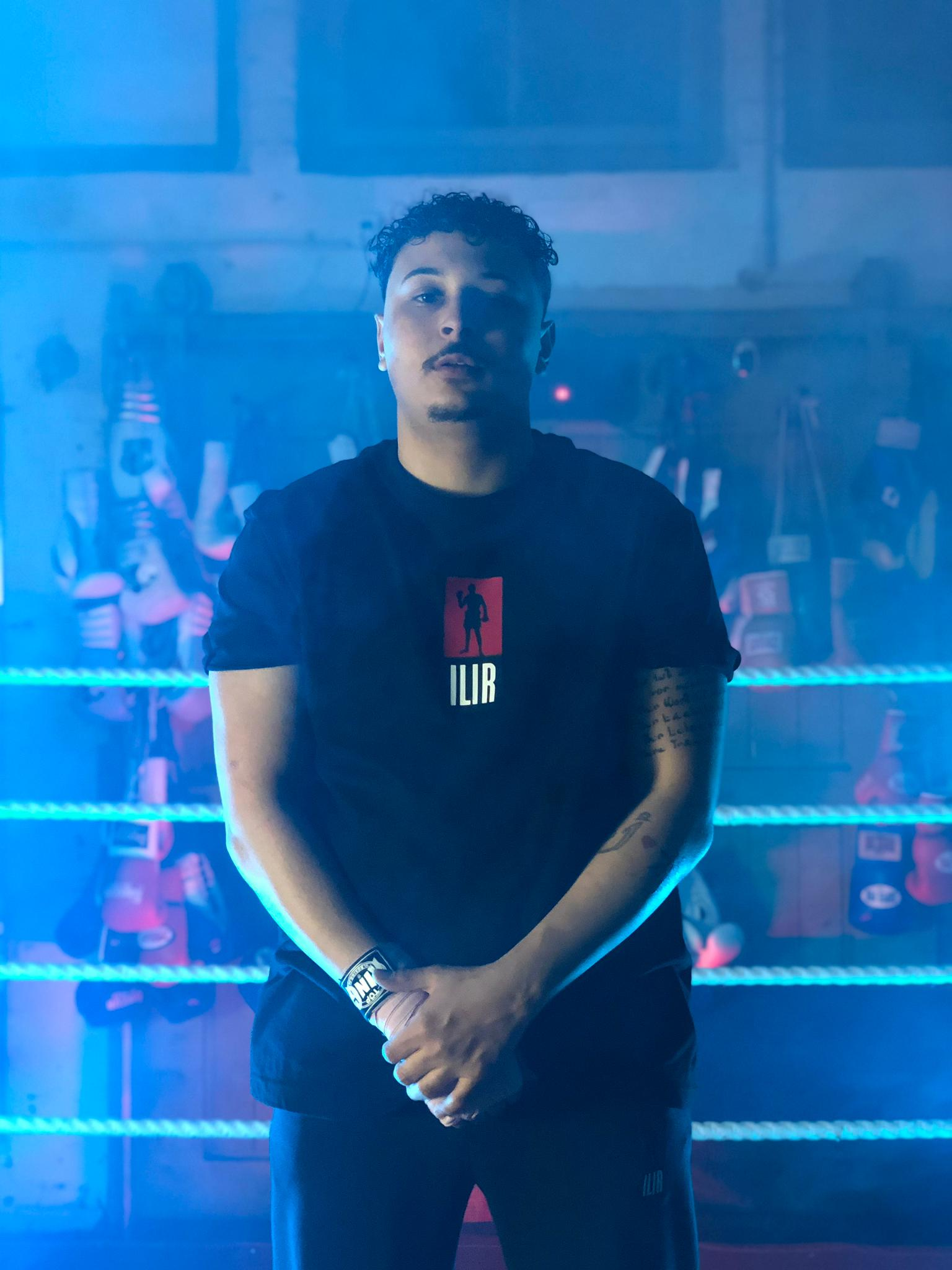
Jiggo267 (2021)

Jiggo267 (* 11. Oktober 1997 in Basel; bürgerlich Fehdi Amir Benbella) ist ein Schweizer Hip-Hop-Musiker mit marokkanischen Wurzeln, dessen Debütalbum Blocktherapie sich in den Albumcharts seines Heimatlandes platzieren konnte. Es wurde am 9. Juli 2021 veröffentlicht und erreichte Platz 22 der Schweizer Albumcharts.

## Diskografie
Studioalben

| Jahr | Titel Musiklabel                                | Höchstplatzierung, Gesamtwochen, AuszeichnungChartsChartplatzierungen (Jahr, Titel, Musiklabel, Platzierungen, Wochen, Auszeichnungen, Anmerkungen) | Anmerkungen                        |
| Jahr | Titel Musiklabel                                | CH | Anmerkungen                        |
| ---- | ----------------------------------------------- | --- | ---------------------------------- |
| 2021 | Blocktherapie 267 Musik • Limit Music (iGroove) | CH22 (1 Wo.)CH | Erstveröffentlichung: 9. Juli 2021 |